# Route nationale 91
Die Route nationale 91, kurz N 91 oder RN 91, war eine französische Nationalstraße.
Die Straße wurde 1824 zwischen Vizille und Briançon festgelegt. Sie geht auf die Route impériale 110 zurück. Ihre Länge betrug 99 Kilometer. Sie erfuhr immer wieder örtliche Verlegungen durch Umgehungsstraßen, Bau des Barrage du Chambon und ähnlichem. 2006 wurde sie abgestuft. Die Straße durchquerte den Tunnel du Grand Clot, der 1971 in Betrieb ging. Die Straße wurde oft für die Tour de France benutzt, da von ihr die Straßen nach Alpe d’Huez und Les Deux Alpes abzweigen, welche öfter Ziele der Etappen sind, sowie auch die Straße zum Col du Galibier abzweigt.
Am 10. April 2015 wurde die Straße am Lac du Chambon gesperrt, da durch einen Erdrutsch der Grand tunnel du Chambon wegen Einsturzgefahr nicht befahrbar war. Nach Anlegen eines Bypasses ist die Straße seit 15. Dezember 2017 wieder uneingeschränkt befahrbar.